# Gare de Mori (Hokkaidō)
La gare de Mori (森駅, Mori-eki) est une gare ferroviaire du bourg de Mori, à Hokkaidō au Japon. La gare est exploitée par la compagnie JR Hokkaido.

## Situation ferroviaire
La gare de Mori est située au point kilométrique (PK) 49,5 de la ligne principale Hakodate.

## Historique
La gare de Mori a été inaugurée le 28 juin 1903.

## Service des voyageurs

### Accueil
La gare dispose d'un bâtiment voyageurs, avec guichets, ouvert tous les jours.

### Desserte
- Ligne principale Hakodate :
  - voie 1 : direction Oshamambe et Sapporo
  - voie 3 : direction Shin-Hakodate-Hokuto et Hakodate